# Câmara de Vereadores de Inajá
A Câmara Municipal de Inajá-PE, situada na Rua Cícero Torres, Nº 98, Centro, é o órgão legislativo do Inajá - PE. É composta por 11 vereadores eleitos por voto proporcional para um mandato de 4 anos. É o poder responsável pela discussão das leis do município e pela fiscalização de seu cumprimento. Cabe à Câmara de Vereadores inspecionar a administração municipal, tanto no que diz respeito à execução do orçamento quanto ao julgamento das contas apresentadas pelo executivo.

## História

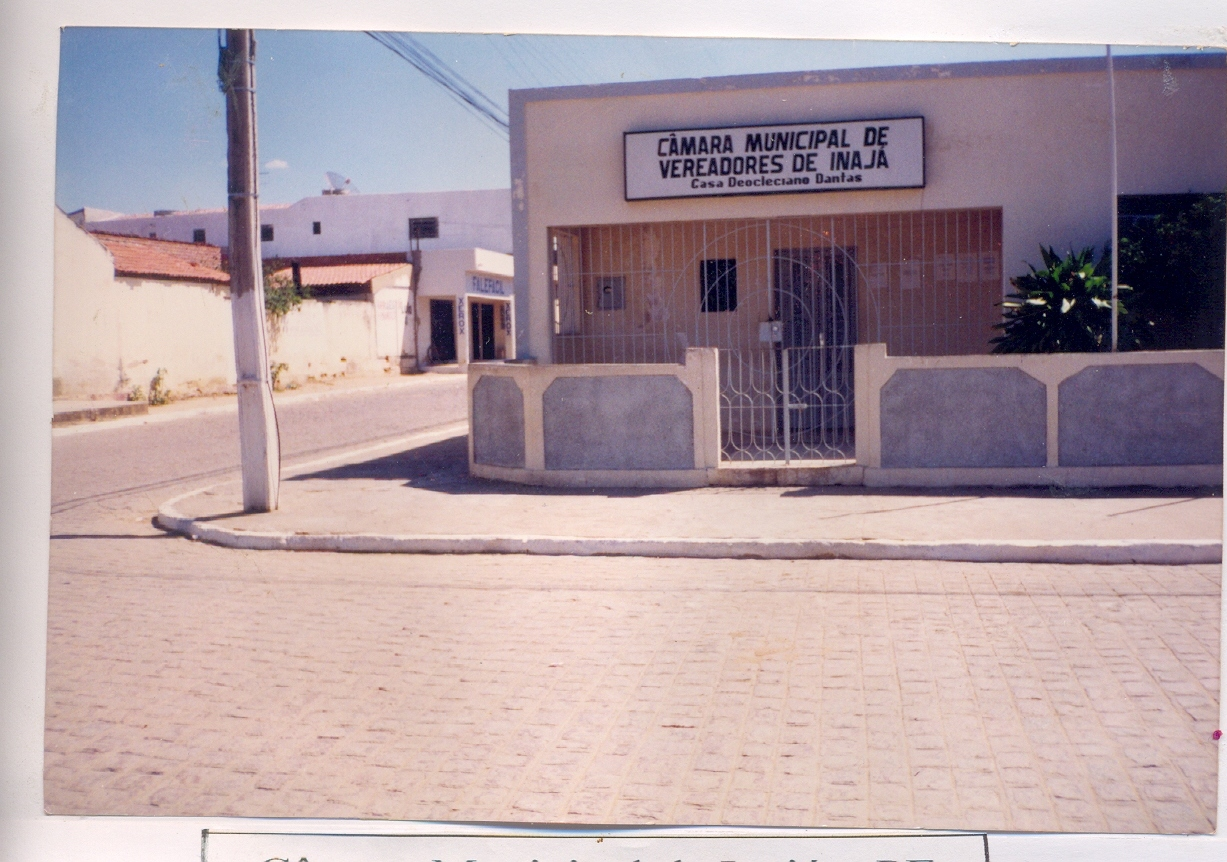
Esta é uma foto da Câmara Municipal de Inajá, também chamada de Casa Diocleciano Dantas, antes da reforma.

A Câmara Municipal de Inajá, Casa Diocleciano Dantas, é o órgão do poder legislativo do Município de Município de Inajá - PE.  Esteve instalada inicialmente no 1º distrito de Moxotó, sendo transferida em 1948/49 para o 3º distrito de Inajá.
O município de Moxotó foi criado em 11 de setembro de 1928, tendo como sede o antigo distrito de Gameleira de Buíque, que passou a se chamar Moxotó. Era formado pelos distritos de Moxotó (1º distrito), Mariana (2º distrito), Espírito Santo (3º distrito) e Jeritacó (4º distrito).
CONSELHO MUNICIPAL DE MOXOTÓ - 1928 A 1930
O primeiro órgão legislativo foi o Conselho Deliberativo de Moxotó, com suas atividades iniciadas em 14 de dezembro de 1928. Inicialmente as atividades do Conselho Deliberativo foram sediadas em uma sala da antiga Prefeitura Municipal de Moxotó.
Em 1930, após a Revolução de 1930, o Conselho Deliberativo foi fechado e, praticamente, extinto, sendo instalada a junta governativa revolucionária de Moxotó.
CÂMARA DE VEREADORES DE MOXOTÓ - 1936
Com a Constituição de 1934 foi permitido novamente a abertura de casas legislativas, que só em 1936 seria aberta em Moxotó, com o atual nome de Câmara Municipal, com mais poderes para tratar de assuntos locais.
A instalação da Câmara municipal de Moxotó foi realizada no dia 8 de setembro de 1936, com a sessão preparatória para a primeira sessão, a qual ocorreu no dia 10 de setembro de 1936.
Com a instalação do Estado Novo em 1937, os órgãos legislativos foram mais uma vez fechados através da nova Constituição de 1937.
A Constituição de 1946 determinou a reabertura de órgãos legislativos municipais e em 1947 a Câmara Municipal de Moxotó abriria suas portas definitivamente sem interrupção durante os anos até hoje.
1ª legislatura da Câmara de Vereadores de Moxotó (atual Inajá-PE) | 1936
1. Manoel Silvério do Nascimento – Presidente
2. Theodosio Bezerra de Melo Lôu – 1º Secretário
3. José Salvador de Araújo – 2º Secretário
4. Antônio Faceiro Lima
5. Faustino Bezerra Xavier
6. João Vieira Magalhães
7. Pedro Francisco de Araújo
8. Pedro Nunes da Silva
9. Vicente de França Rocha

TRANSFERÊNCIA DA CÂMARA MUNICIPAL
Devido a transferência de sede aprovada em 1948, a Câmara Municipal de Moxotó foi transferida para o distrito de Inajá, alterando seu nome para Câmara Municipal de Inajá, e funcionava nas dependências da Prefeitura Municipal de Inajá. Somente nos anos 90 o prédio da Câmara foi comprado, localizando-se ao lado da prefeitura, onde permanece até os dias de hoje. Durante o Regime Militar, a câmara teve suas funções reduzidas, mas não extintas.

## 19ª Legislatura (2021-2024)
Nas eleições municipais de 2020, no dia 15 de novembro, foram escolhidos os 11 vereadores que formam a 19ª legislatura.

### Vereadores
São relacionados os nomes usados pelos parlamentares durante a campanha eleitoral de 2020, o partido ao qual eram filiados na data da eleição e a quantidade de votos que receberam. O mandato expira em 31 de dezembro de 2024.
|    | Nome                                                                               | Partido                          | Votos | %    | Observações |
| -- | ---------------------------------------------------------------------------------- | -------------------------------- | ----- | ---- | ----------- |
| 1  | Armando Timóteo Neto (Inajá - PE, 05.06.1996–)                                     | Avante (AVANTE)                  | 724   | 6,73 |             |
| 2  | Roberto Cardoso Roberto Carlos Rodrigues Cardoso e Silva (Inajá - PE, 02.04.1962–) | Progressistas (PP)               | 643   | 5,98 |             |
| 3  | Glênio Pajeú Paulo da Silva (Floresta - PE, 22.04.1980–)                           | Avante (AVANTE)                  | 589   | 5,48 |             |
| 4  | Jefinho de Romero Jerfferson Maurício França Lacerda (Inajá - PE, 19.11.1988–)     | Avante (AVANTE)                  | 571   | 5,31 |             |
| 5  | Zé de Alieta José Vieira Lima (Inajá - PE, 06.04.1975–)                            | Avante (AVANTE)                  | 553   | 5,14 |             |
| 6  | Dilson das Motos Wilson Pedro da Silva (Inajá - PE, 28.10.1974–)                   | Progressistas (PP)               | 516   | 4,80 |             |
| 7  | Flauzentino Flauzentino Floro Lima (Inajá - PE, 24.10.1981–)                       | Progressistas (PP)               | 464   | 4,32 |             |
| 8  | Miquéias Tiago de Liazé, de Vasconcelos Carvalho (Inajá - PE, 18.08.1979–)         | Partido Social Democrático (PSD) | 455   | 4,23 |             |
| 9  | Manoel de Arcelino Manoel Edvalcido dos Santos (Inajá - PE, 26.03.1960–)           | Progressistas (PP)               | 388   | 3,61 |             |
| 10 | Bel Galdino Manoel Galdino Cavalcante (Mata Grande - AL, 25.03.1970–)              | Progressistas (PP)               | 379   | 3,52 |             |
| 11 | Francisco da Padaria, Francisco de Assis Nunes (Mata Grande - AL, 27.01.1964–)     | Partido Social Democrático (PSD) | 374   | 3,48 |             |